# Куидама
Куидама (на естонски: Kõidama) е село в Естония, област Вилянди, община Суре Яни. Според Естонския статистическа служба на Министерството на финансите през 2011 г. селото има 191 жители.